# Freaky (Jonna Fraser)
Freaky is een lied van de Nederlandse hiphopartiest Jonna Fraser in samenwerking met de Nederlandse producer SRNO. Het werd in 2022 als single uitgebracht en stond in 2023 als dertiende track op het album Blessed for life van Jonna Fraser.

## Achtergrond
Freaky is geschreven door Jonathan Jeffrey Grando en Serrano Gaddum en geproduceerd door SRNO. Het is een nummer dat past in het genre nederhop met effecten uit de afrobeats. In het lied rapt en zingt Jonna Fraser over een dame waar hij graag mee wil zij. Zij doet echter onschuldig en doet rustig aan in de relatie. Hij zegt echter dat zij haar wilde kant moet omarmen, omdat hij weet dat zij die heeft. Later in het nummer beseft Fraser dat hij haar niet te veel moet pushen.
Het is niet de eerste keer dat Jonna Fraser en SRNO een nummer met elkaar uitbrengen. Eerder brachten ze al samen Samen met mij uit. Ze herhaalden deze samenwerking op Toute la night.

## Hitnoteringen
De artiesten hadden bescheiden succes met het lied in Nederland. Het stond op de 59e plaats van de Single Top 100 in de enige week dat het in deze hitlijst te vinden was. De Top 40 en haar Tipparade werden niet bereikt.